# Léon de Lanzac de Laborie
Marie-Joseph-Étienne-Léon d'Estresse de Lanzac de Laborie (20 février 1862, Paris-17 septembre 1935, Paris), est un homme de lettres et historien français.

## Biographie
Fils d'Alphonse d'Estresse de Lanzac de Laborie, avocat général à la cour d'appel de Paris, et de Marie-Émilie Perry-Bondet-Laborie, il épouse Jeanne d'Herbelot, fille d'Alphonse d'Herbelot et belle-sœur de Roland Delachenal.
Élève du collège Stanislas, licencié en droit et en lettres, il est secrétaire de la conférence des avocats en 1886-1887.
Il se consacre à des études historiques et collabore au Journal des débats et au Correspondant. Il écrit parfois sous le pseudonyme de Noël de Clazan, anagramme de Léon de Lanzac. Membre de la Société d'histoire contemporaine, il devient président de la Société de l'histoire de France en 1925.
Lors de la Première Guerre mondiale, il se met à la disposition de la municipalité 7e arrondissement de Paris pour assurer la transmission des renseignements aux familles de combattants. Il est membre depuis l'origine de l'Office des pupilles de la Nation, ainsi que membre du conseil de la Mutuelle des veuves de guerre (Fondation Frédéric-Masson).

## Publications
- Jean-Joseph Mounier - Sa vie politique et ses écrits (1888) - Prix Thérouanne
- La domination française en Belgique (1795-1814) (1896) - Prix Thérouanne
- Paris sous Napoléon, Paris, Plon-Nourrit , 1905-1913 (8 volumes) - Grand prix Gobert (1907) et prix Jean-Jacques-Berger (1912)

## Distinctions
- Chevalier de la Légion d'honneur
- Commandeur de l'ordre de Saint-Grégoire-le-Grand

## Sources
- Qui êtes-vous?: Annuaire des contemporains; notices biographiques
- Notices d'autorité :   - VIAF
  - ISNI
  - BnF (données)
  - IdRef
  - LCCN
  - GND
  - Italie
  - CiNii
  - Pays-Bas
  - Israël
  - NUKAT
  - Australie
- Ressource relative à la littérature :   - Académie française (lauréats)
- Ressource relative à la recherche :   - La France savante
- Ressource relative à la vie publique :   - base Léonore